# NGC 1461
NGC 1461 è una galassia lenticolare situata nella costellazione dell'Eridano, a una distanza di circa 65 milioni di anni luce dalla nostra Via Lattea.

## Scoperta
La galassia è stata scoperta il 6 ottobre 1785 dall'astronomo britannico di origine tedesca William Herschel.

## Gruppo di NGC 1461
NGC 1461 è il membro più luminoso di un gruppo di tre galassie che porta il suo nome. Le altre due galassie del Gruppo di NGC 1461 sono MCG -3-10-41 e MCG -3-10-45.